# Doumbourla
Doumbourla, également appelé Dembourla, est une commune rurale située dans le département de Kourouma de la province de Kénédougou dans la région des Hauts-Bassins au Burkina Faso.

## Géographie
Doumbourla est située à 2 km au nord de Foulasso et à environ 16 km au sud-ouest de Kourouma.

## Santé et éducation
Le centre de soins le plus proche de Doumbourla est le centre de santé et de promotion sociale (CSPS) de Kourouma.